# Драндарите
Драндарите е село в Северна България, община Трявна, област Габрово.

## Етимология
Вероятен произход на наименованието на селото е занаятът, популярен в миналото, да се разбива вълна, памук и др. със специален уред, наречен „дрънд“.

## История
От 2011 година селото остава без хора.